# Hygrobiella
Hygrobiella là một chi rêu trong họ Cephaloziaceae.